# Pfarrkirche Lavamünd

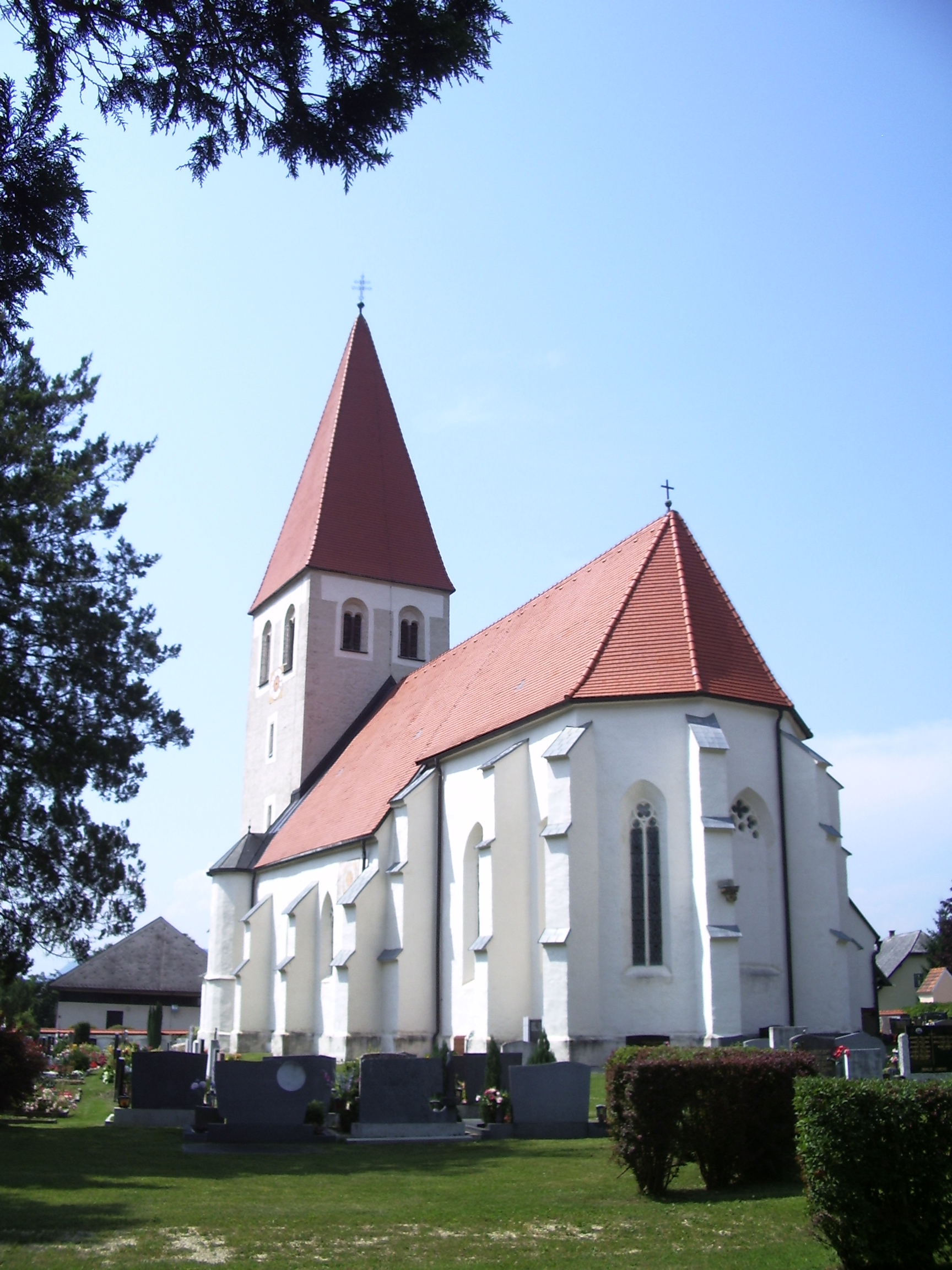

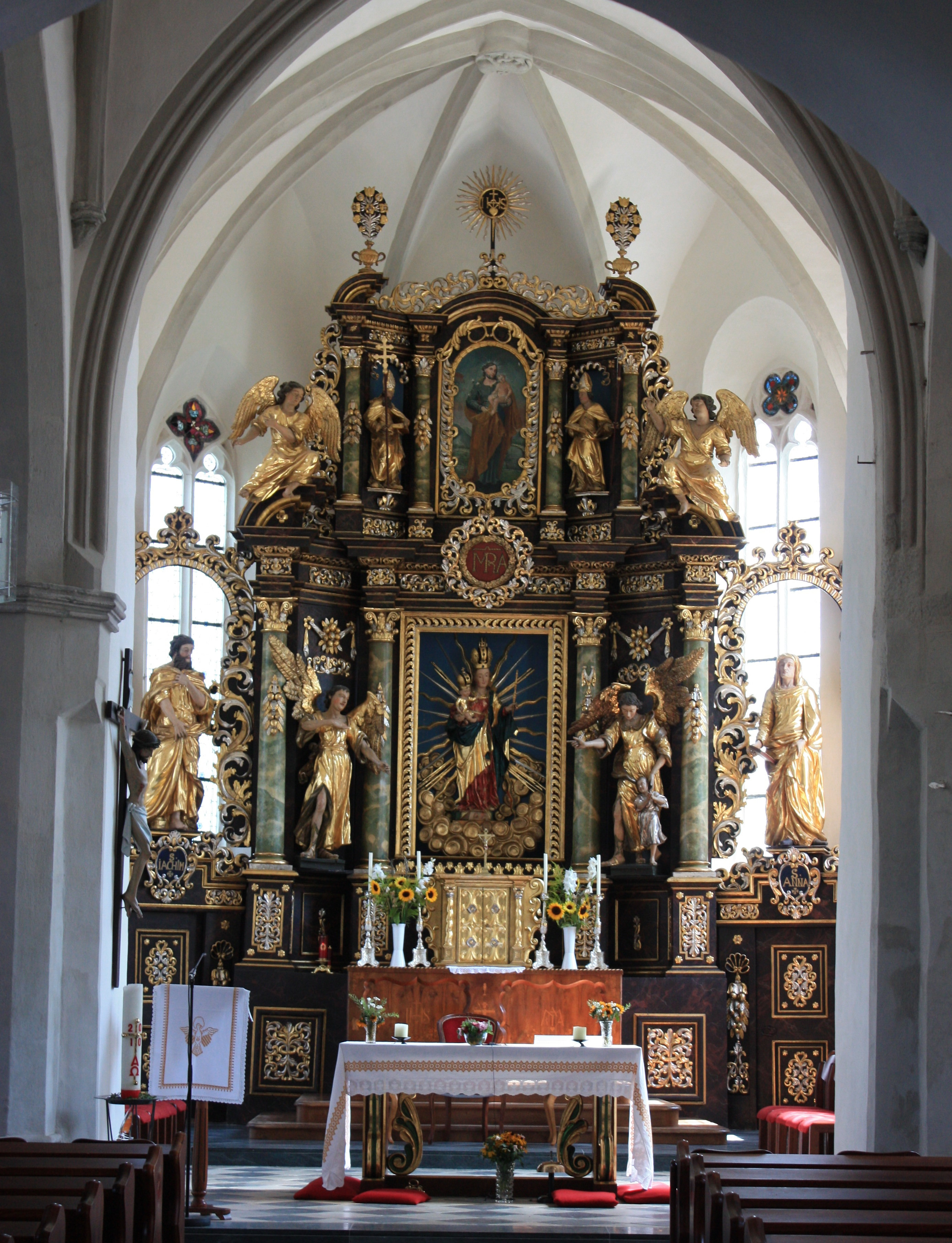

Die Pfarrkirche Lavamünd steht östlich von Lavamünd im Ortsteil Pfarrdorf. Die unter dem Patrozinium Maria Himmelfahrt stehende Kirche fand 1193 erstmals Erwähnung.

## Baubeschreibung
Das Gotteshaus ist eine dreischiffige Stufenhalle aus dem 15. Jahrhundert mit einem einschiffigen Chor aus dem 14. Jahrhundert. Den Chor stützen dreistufige Strebepfeiler, das Langhaus zweistufige. An der Chornordseite befindet sich ein spätgotischer Sakristeianbau, an der Südwestecke des Langhauses ein rundes Treppentürmchen als Emporenaufgang. Der vorgestellte, spätgotische Westturm mit Pyramidenhelm besitzt im Glockengeschoß je zwei zweibahnige Schallfenster. Im Turmerdgeschoß führen an der West- und Nordseite profilierte spitzbogige Portale in die kreuzrippengewölbte Vorhalle. Den Zugang ins Kircheninnere bildet ein profiliertes Westportal.
Das dreischiffige Langhaus mit je drei Jochen wird von achtseitigen Pfeilern gestützt. Die Kämpfergesimse der Pfeiler schmücken Konsolköpfe, am Südwestpfeiler befindet sich eine Tartsche mit Meisterzeichen. Über den Seitenschiffen erheben sich Kreuzrippengewölbe, im überhöhten Mittelschiff ein Netzrippengewölbe. Die Gewölbeansätze enden in polygonale Dienste.
Die barocke Empore steht auf Mauerpfeilern und ist kreuzgratunterwölbt. Ein spitzbogiger, profilierter Triumphbogen verbindet das Langhaus mit dem Chor. Dieser ist leicht eingezogen und breiter als das Mittelschiff. Im einjochigen Chor mit Fünfachtelschluss ruht ein Kreuzrippengewölbe auf Konsolen. Die Konsole an der Nordseite ziert ein Wappenrelief, die anderen Konsolen sind mit Blattmasken sowie einer Tartsche mit Meisterzeichen dekoriert. Die reliefierten Schlusssteine zeigen das Lamm Gottes und das Schweißtuch der Veronika. Ein Portal mit einem Sturz auf profilierten Kragsteinen führt in die Sakristei. Zwei- und dreiteilige Maßwerkfenster belichten das Kircheninnere. In einigen Maßwerken des Chores haben sich Glasmalereireste des 14. Jahrhunderts erhalten.

## Einrichtung
Der barocke Hochaltar von 1703 birgt in der Mittelnische eine barock überarbeitete spätgotische Madonnenstatue, flankiert von Schutzengelfiguren. Die Statuen der Heiligen Joachim und Anna über den Opfergangsportalen stammen aus dem stilistischen Umfeld von Marcus Antonius Claus und Christoph Rudolf. Den Altaraufsatz bildet ein Gemälde des heiligen Josef mit Jesuskind. Flankiert wird das Bild von Figuren zweier heiliger Bischöfe und Engeln.
Die beiden Seitenaltäre entstanden um 1650. Der linke Seitenaltar besteht aus einem Triumphbogen über einem kleinen Sockel im Hauptgeschoß, einer hohen Ädikula als Aufsatz sowie einem knorpelwerkgerahmten Bild als Bekrönung. Im Hauptgeschoß steht die Statue des heiligen Gregor zwischen den Heiligen Agnes und Helena. Den Aufsatz bildet eine Marienkrönungsgruppe, flankiert von den Heiligen Georg und Florian, wobei die Marienstatue der Figurengruppe gestohlen wurde.
Der rechte Seitenaltar gleicht im Aufbau und im Dekor dem linken. Den Mittelpunkt bildet ein nicht ursprünglich zum Altar gehörendes Kruzifix, das von den Figuren der Heiligen Andreas, Petrus, Paulus und Rochus flankiert wird. Im Aufsatz steht eine Schutzmantelmadonna.
Der linke Wandaltar von 1639 besteht aus einer Ädikula über kleinem Sockel und geschwungenen Segmenten als Aufsatz. Das Altarbild zeigt die Heiligen Valentin, Sebastian und Rochus.
Der rechte Wandaltar von 1642 besteht aus einer Ädikula über kleinem Sockel mit Lateralwangen und einem gesprengtem Segmentgiebel mit einfacher Beschlagwerkskartusche. Das Altarblatt gibt drei weibliche Heilige wieder, das Aufsatzbild Gottvater.
Die um 1700 entstandene Kanzel dekorieren die Schnitzfiguren der Evangelisten und die Konsolstatuetten der Heiligen Johannes Nepomuk und Philipp Neri. Ein Leinwandbild einer Madonna mit dem heiligen Antonius Abbas sowie ein im 17. Jahrhundert gefertigtes Weihwasserbecken ergänzen die Ausstattung der Kirche.